# Quedius ochripennis
Quedius ochripennis är en skalbaggsart som först beskrevs av Ménétriés 1832.  Quedius ochripennis ingår i släktet Quedius, och familjen kortvingar. Arten har ej påträffats i Sverige.